# Gymnocrex
Gymnocrex é um género de ave da família Rallidae.
Este género contém as seguintes espécies:
- Gymnocrex plumbeiventris (G. R. Gray, 1862)
- Gymnocrex rosenbergii (Schlegel, 1866)
- Gymnocrex talaudensis Lambert, 1998